# 5861 Glynjones
5861 Glynjones è un asteroide della fascia principale. Scoperto nel 1982, presenta un'orbita caratterizzata da un semiasse maggiore pari a 2,2237979 UA e da un'eccentricità di 0,1874049, inclinata di 2,11814° rispetto all'eclittica.